# Alessia (medicina)
Alessìa è il termine che, in neuropsicologia, indica un disordine patologico della sfera sensoriale, consistente nella perdita delle competenze cognitive che permettono la lettura.

## Forme
Nella forma congenita non si comprendono le parole o le frasi scritte dalla nascita mentre tale disturbo può anche avvenire durante la vita e si perde in tal caso una capacità precedentemente avuta.

### Alessia pura
Una variante, descritta la prima volta nel 1892 da Jules Déjerine , è l'alessia pura, ovvero un disturbo della lettura senza compromissione delle altre capacità linguistiche. 
Caratterizzata da:
1. Lettura alfabetica compromessa, si leggono solo i numeri;
2. Scrittura intatta (il paziente può scrivere ma non leggere quanto ha scritto);
3. Linguaggio spontaneo intatto;
4. Comprensione e ripetizione intatte;
5. Denominazione parzialmente compromessa.

I pochi casi descritti hanno una lesione delle vie delle aree visive sinistre e dello splenio del corpo calloso (che permette il passaggio delle informazioni tra gli emisferi). Le aree del linguaggio non ricevono informazione visiva poiché le aree visive sinistre sono distrutte, mentre le destre sono isolate (sindrome da disconnessione). Spesso, infatti, non riescono a denominare oggetti presentati visivamente.
Le aree del linguaggio sono però intatte, per cui il soggetto può parlare e scrivere.
Più comunemente i disturbi della lettura compaiono insieme ad altri disturbi, fra cui: disturbi della scrittura (Disgrafia) e disturbi di tipo afasico (Afasia).

## Diagnosi
Per una corretta diagnosi devono prima essere prese in considerazione le malattie che provocano deficit visivi.

## In psichiatria
L'alessia è anche un disturbo psichiatrico, dove anche se si riesce normalmente a leggere cosa vi è scritto non se ne comprende il significato.